# Venustiano Carranza, Jalisco
Venustiano Carranza är en ort i Mexiko.   Den ligger i kommunen San Martín Hidalgo och delstaten Jalisco, i den centrala delen av landet, 500 km väster om huvudstaden Mexico City. Venustiano Carranza ligger 1 274 meter över havet och antalet invånare är 199.
Terrängen runt Venustiano Carranza är platt åt nordväst, men åt sydost är den kuperad. Runt Venustiano Carranza är det ganska tätbefolkat, med 129 invånare per kvadratkilometer. Närmaste större samhälle är Tala, 14,5 km öster om Venustiano Carranza. I omgivningarna runt Venustiano Carranza växer huvudsakligen savannskog.